# Latvenergo
Latvenergo is een Lets energiebedrijf.
Latvenergo beheert vier waterkrachtcentrales: Plavinu HES, Rigas HES, Ķeguma HES en Aiviekstes HES, twee grote thermische centrales: TEC-1 en TEC-2 en een windmolenpark. Dit energiebedrijf is in 1939 opgericht tijdens de bouw van waterkrachtcentrale Ķegums als Staats Electriciteitsbedrijf “Ķegums". De huidige naam werd voor het eerst gebruikt in de jaren 80.